# Stellina (telenovela)
Stellina (Estrellita mía) è una telenovela argentina prodotta dalla Crustel S.A. e distribuita in Italia dalla Deltavision di Leandro Burgay e attualmente dalla Sony Pictures Television internazionalmente.
È andata in onda su Retequattro nella stagione televisiva 1991/'92, in fascia mattutina. Tra gli anni novanta e anni 2000 la telenovela è stata trasmessa su numerose emittenti locali della penisola, al finire su Lady Channel, Canale 21 e Vero Capri anche nella fine degli anni 2000 e l'inizio degli anni 2010. L'edizione italiana è curata dalla Videodelta (Torino), società di doppiaggio di proprietà dello stesso Burgay.

## Trama
Stellina è una ragazza di campagna che vive con la madre Rosa gravemente malata. Un giorno, mentre sta facendo il bagno al fiume insieme al suo cagnolino Pallino, si accorge che un uomo di nascosto la sta osservando. Arrabbiata gli si scaglia contro, ma l'uomo le spiega di non volerle fare del male e le raccomanda di stare più attenta. Coincidenza vuole che i due si incontrino nuovamente. Lui è Gianluca Hidalgo, un giovane agronomo che vive a Buenos Aires con la moglie Alessandra, al quale è legato solo da un senso di colpa, dopo che a causa di un incidente stradale la donna è rimasta paralizzata. Alessandra ritiene che l'unico responsabile della sua condizione sia Gianluca perché a guidare l'auto era lui. Rosa peggiora e per potersi curare, va con Stellina a Buenos Aires da Teresa, una sua amica, che vive lì con il figlio Sergio. Teresa, che lavora a casa della famiglia Mendoza, propone ai padroni di casa, Marcella (madre di Alessandra) e Daniele, di assumere Stellina come aiutante. Marcella è contraria, ma il marito la convince. Dietro l'insistenza di Daniele per assumere Stellina, si nasconde un segreto: Daniele è il padre della ragazza.
Rosa, che ha capito di essere in punto di morte, chiede di poter incontrare il signor Daniele. L'uomo si reca dalla donna, che poco prima di morire gli fa giurare che si prenderà cura di Stellina. L'uomo nonostante alcune titubanze, accetta, anche se decide di prendere la ragazza in casa solo come una semplice cameriera. Stellina inizia a lavorare a casa Mendoza, dove conosce Alessandra, Maria e ritrova Gianluca. Quest'ultimo, con il passare del tempo, si innamora di Stellina, ma i suoi sensi di colpa e le continue pressioni dei familiari, lo tormentano nonostante abbia da tempo deciso di divorziare da Alessandra. Anche Stellina non è indifferente a Gianluca, ma il fatto che sia sposato le impedisce qualsiasi pensiero. Alessandra si accorge dell'interesse che il marito ha verso Stellina e, per screditarla agli occhi di Gianluca e di tutti quanti, la accusa di averle rubato un carillon.
Gianluca non crede che Stellina sia una ladra e rimprovera Alessandra per quello che ha fatto e per aver escogitato altri pretesti per screditare la povera ragazza anche se finge di essere compassionevole e comprensiva per contrapporsi alla signora Marcella che rimprovera e aggredisce Stellina ad ogni occasione. Di fronte a un tentativo di licenziamento di Stellina da parte della Signora Marcella per uno sbaglio commesso, Daniele si trova costretto a confessare a sua moglie di essere il padre della ragazza facendosi promettere di farla lavorare in casa in cambio del totale silenzio. La signora Marcella è così sempre più astiosa nei confronti di Stellina che vista la situazione e avendo capito di amare Gianluca decide di fare ritorno in campagna dopo che anche lui ha tentato degli approcci. Anche Gianluca si sta recando in campagna, per andare alla tenuta che possiede e che confina con la casa di Stellina. Il destino vuole che Stellina e Gianluca si incontrino di nuovo.
I due non possono più nascondere che si amano e in una notte durante un temporale tra i due esplode la passione. Stellina è piena di sensi di colpa per essersi concessa così facilmente a un uomo sposato e si sente colpevole nei confronti della signora Alessandra che nel frattempo si è trasferita per breve tempo in campagna e inizia a perseguitarla avendo già dei sospetti. Stellina torna in città per sfuggire a Gianluca e inizia a lavorare come camiciaia ma il signor Daniele inizia a stare male di cuore in maniera piuttosto grave e in seguito a un infarto, chiede alla cuoca Teresa di cercare Stellina e portarla a casa. La giovane fa visita al signor Daniele dopo aver saputo di essere sua figlia e contro la sua volontà si trova costretta a trasferirsi in casa Mendoza, non per lavorare ma per essere parte della famiglia. In Stellina aumenta il disagio e non aspetta altro che il padre guarisca per potersene andare ma dopo qualche tempo scopre di aspettare un bambino. La signora Marcella pensa che il bambino sia di Sergio, il figlio di Teresa, nessuno smentisce questa voce seppur tutti sanno la verità, neppure la povera Stellina, che per non creare dei problemi a Gianluca e non recare un forte dolore al padre ammalato, accetta a malincuore di sposarsi con Sergio così da poter dare un padre alla creatura. Gianluca viene tenuto all'oscuro del matrimonio su idea di Alessandra, e la mattina in cui Stellina si deve sposare, viene allontanato da casa con una scusa da un amico di famiglia Alvaro, che sentitosi però un traditore, finisce per raccontargli la verità su quello che sta succedendo permettendo così a Gianluca di tornare a casa per fermare tutto. Stellina scappa, lasciando un messaggio in cui spiega che non può sposare un uomo che non ama. Gianluca confessa di essere il padre del bambino mentre Stellina ritrova lavoro in una camiceria.
Dopo varie ricerche, Stellina viene trovata da Gianluca, che le ribadisce il suo amore e che divorzierà da Alessandra per stare con lei e con il bambino che nascerà; la richiesta di divorzio è ormai ufficiale e Alessandra non ha scelta, seppur in preda ormai a continue crisi isteriche. Casualmente Sergio scopre che Alessandra cammina e, capendo che la donna sta meditando di fare del male a Stellina, decide di farla cadere in trappola davanti a tutti. Tutti scoprono così le cattive intenzioni di Alessandra e anche la sua finta invalidità, visto che Alessandra arriva in quella che era un tempo la stanza di Stellina con le sue stesse gambe e, per di più, con un'arma in mano. Sì viene poi a scoprire un segreto che Marcella ha sempre tenuto nascosto: Alessandra non è la figlia di Daniele, ma di Alvaro. Alessandra fugge di corsa da casa, scopre dove abita Stellina e vi si reca per mettere in atto la sua folle idea. Tra le due donne scoppia una lite e Alessandra, nel tentativo di buttare Stellina dalle scale, perde l'equilibrio e precipita. Ora per Alessandra la “commedia” che ha portato avanti per anni è diventata realtà: nella caduta ha riportato lesioni ed è paralizzata. Gianluca e Stellina si sposano alla tenuta di campagna e qualche giorno dopo Daniele muore. Stellina e Gianluca hanno una bimba, Maria Rosa. Alessandra ha deciso di andarsene da Buenos Aires con la madre Marcella e il padre Alvaro, ma vuole che sia Gianluca ad accompagnarla in aeroporto. Alessandra durante il tragitto, si impossessa del volante e causa un incidente. Lei muore e Gianluca in fin di vita, viene trasportato in ospedale, dove lavora la dottoressa Mirella Ledesma, che era stata la sua amante e che venuta a conoscenza della storia d'amore tra Gianluca e Stellina non l'aveva presa affatto bene. La donna appena lo riconosce, si organizza per portarlo negli Stati Uniti con il pretesto di farlo operare da uno specialista, assieme a Maria Rosa e alla nonna di Maria, alla quale fa credere che Stellina è morta per lo shock dopo aver sentito alla radio dell'incidente.
Intanto Stellina si trova priva di sensi a casa di Teresa dove ha appreso la notizia. Una volta ripresasi, Teresa le dice che la nonna Maria è andata all'ospedale da Gianluca portando con sé la piccola Maria Rosa. Stellina accompagnata da Sergio corre in ospedale, dove le comunicano che Gianluca è stato portato in aeroporto da una dottoressa che lo porterà negli Stati Uniti. Stellina corre in aeroporto, ma arriva troppo tardi. L'aereo è già decollato e nessuno le sa dire nulla in quanto la Dottoressa Ledesma ha rilasciato delle falsi informazioni e dei falsi recapiti. Per la povera Stellina è l'inizio di un incubo perché da quel momento non saprà più nulla, né di Gianluca, né di Maria Rosa, né della nonna Maria. Negli Stati Uniti Gianluca viene operato, si riprende, ma non ricorda più nulla del suo passato. La dottoressa Ledesma è soddisfatta dei risultati e inizia così a fargli credere di essere vedovo, che la madre di Maria Rosa era Alessandra e che non hanno nessuno al mondo a parte lei, visto che anche la signora Maria nel frattempo è morta. Ogni tanto Gianluca ha dei brevi ricordi, nei quale vede una donna, ma non ne distingue il volto. Stellina inizia a lavorare a casa del dottor Aldama, un uomo che ha il vizio di bere. Il dottore è sposato con Cristina e ha due figli: Michelangelo, il maggiore, cieco dopo un incidente di caccia e Lilly la minore. Michelangelo dal giorno dell'incidente, vive rinchiuso nel buio di una stanza e non vuole mai vedere nessuno. Grazie a Stellina, Michelangelo ritroverà la gioia di vivere, di dipingere, Maurizio smetterà di bere e opererà il figlio a cui ridarà la vista. Gianluca che piano piano tenta di ricordare qualcosa del suo passato, decide di fare ritorno a Buenos Aires per ricostruire il suo passato, convinto che manchi qualche particolare importante ma Mirella cerca di impedirlo in ogni modo facendolo ricoverare in una clinica psichiatrica e facendogli credere di essere quasi impazzito. Il ricovero dura per tre lunghi anni alla fine dei quali Gianluca, presentando un quadro clinico buono, viene rilasciato e decide senza mezzi termini di tornare in Argentina; tornati a Buenos Aires Gianluca, Mirella e la bambina vanno a vivere in una nuova casa e cercano del personale che si occupi della cucina e della bambina, mettendo un annuncio.
Stellina lascia casa Aldama e si presenta per lavorare in quella casa grazie proprio a quell'annuncio dove si trova davanti Gianluca, che non ricordando nulla non la riconosce. Stellina per lo shock perde i sensi e quando si riprende ha un duro scontro con Mirella che avendola riconosciuta, vuole cacciarla di casa per non farle vedere Gianluca. Stellina reagisce e obbliga la donna ad assumere sia lei che Teresa, al costo di andare a denunciarla con i documenti che provano che lei è la legittima moglie di Gianluca e la vera madre di Mariarosa, Mirella decide di accettare ma racconta a Stellina una menzogna: se Gianluca scopre la verità e ritrova la memoria, impazzisce in quanto è già stato già ricoverato. Stellina è costretta dalla paura a stare zitta e così anche Teresa. Marita si affeziona a Stellina, che appena può cerca di passare del tempo con lei, ma questo infastidisce molto Mirella che per allontanare la bambina da Stellina, assume una baby-sitter, Marta, che presto diventa la complice delle sue malefatte. Gianluca si innamora di nuovo di Stellina, che deve subire le sue attenzioni senza poter dire la verità. Mirella fa di tutto per cacciarla via, gli scontri verbali e i ricatti avvengono tutti i giorni e in seguito a una scenata di gelosia di Mirella verso Stellina nella quale arrivano alle mani, Mirella inscena un attacco di cuore così da costringere Gianluca a cacciare via la giovane mostrando un falso referto medico di un altrettanto falso medico: Giulio Quiroqa, ma Stellina con l'aiuto di Teresa, della sua amica Milena e di Enrico riesce a scoprire tutto e, minacciando di raccontare tutto, costringe Mirella a far tornare Gianluca sulla sua decisione, così da permetterle di rimanere vicino ai suoi cari.
Come successo con Alessandra, anche Mirella riesce a far leva sulla compassione di Gianluca che credendola malata di cuore vuole essere riconoscente verso la donna che l'ha aiutato per cinque anni e decide così di sposarla ma finalmente la verità viene a galla e Gianluca tronca definitivamente con Mirella rivelandole di amare solo Stellina. A questo punto la perfidia della donna arriva agli estremi, quando mette del veleno nella tisana che Stellina beve tutte le sere. Una sera, la tisana che Stellina ha preparato viene bevuta da Marita che poco dopo inizia a stare male ed entra in coma. Grazie all'aiuto del dottor Aldama, Marita si salva e tutta la verità viene scoperta grazie alle confessioni di Marta, che per non essere denunciata confessa tutte le cattiverie di Mirella ai danni di Stellina. Gianluca ordina a Mirella di andarsene dato che Stellina non vuole denunciarla. Gianluca scopre dal dottor Aldama tutta la verità e piano piano inizia a ricordare il passato. Stellina spiega a Marita di essere la sua vera madre e la bambina ne è molto felice poiché le vuole molto bene. Dopo che tutti i problemi sono stati superati, Gianluca, Stellina e Marita partono per una vacanza alla tenuta di campagna.